# Frederikssund
Frederikssund egy város Dániában, a Roskilde-fjord szélén, a legkeskenyebb részénél található. Kikötőjét Falkenborgnak nevezik, a XV. századtól működik. 
Akkortól kezdett növekedni a város, amikor Slangerup rakodóhelyet hozott létre.  Egyik neves turista látványossága a Willumsen Múzeum. A dánok egyik jelentős festője Jens Ferdinand Willumsen, aki 1863 és 1958 között élt.
Jens Ferdinand Willumsen élete végén 1957-ben nyílt meg a múzeum, vannak olajfestményei, akvarell képei, rajzai, litográfiái is kiállítva.
Paul Gaugin hatott rá.
Kirándulás alkalmával Frederikssundból átmehetünk Jyllingbe.

## Testvérvárosai
- Aurskog-Høland (Norvégia)
- Catoira (Spanyolország)
- Kumla (Svédország)
- Ramsgate (Egyesült Királyság)
- Sipoo (Finnország)

## Külső hivatkozások
- Hivatalos oldal